# Granarolo (azienda)
Granarolo  è un gruppo societario italiano, fondato nel 1957 con sede a Bologna.
Opera nel settore lattiero-caseario (latte, yogurt, dessert, panna fresca e a lunga conservazione, formaggi freschi e stagionati e alimenti per l'infanzia a base di latte), pasta secca e alimenti vegetali.

## Storia

### La creazione
Nel 1957 a Granarolo dell'Emilia (BO) viene fondato il Consorzio Bolognese Produttori Latte con lo scopo di produrre, trasformare e commercializzare il latte, adottando il nome Granarolo come marchio per la commercializzazione del latte.
Nel 1972 entra nel consorzio la Cooperativa Felsinea Latte dando vita al Consorzio Emiliano-Romagnolo Produttori Latte (CERPL) a cui in seguito aderiscono la Cooperativa Latte Estense di Ferrara, la Cooperativa Produttori Latte di Forlì, la Cooperativa di Ravenna e la Cooperativa di Rimini.
Nel corso degli anni ottanta la Cooperativa Latte Estense di Ferrara e la Cooperativa Produttori Latte di Forlì usciranno dal consorzio parallelamente aderirà al CERPL il Consorzio Granterre di Modena e verranno acquisite la Daunia Natura di Foggia, la Sogecla di Anzio e la Cooperativa Latte Verbano di Novara (quest'ultima fallita nel 1992).

### La Cooperativa Granlatte e Granarolo S.p.A.
Nel 1991 è nominato presidente Luciano Sita (ex direttore generale di Conad, esponente di Legacoop) con il compito di fare la fusione con un'altra grande cooperativa del latte, la Giglio-Latterie Riunite di Reggio Emilia guidata da Alberto Galaverni. Si trova invece come obiettivo primario il salvataggio dell'azienda che, con un fatturato di 542 miliardi di lire, ha un bilancio "completamente dissestato". Sono così avviate tra le polemiche pesanti iniziative, dal taglio sui prezzi del latte conferito dagli allevatori alla chiusura dello stabilimento di Ferrara e alla vendita di immobili. Una volta che i conti economici sono diventati un po' più sostenibili, riprendono le lunghe trattative per la fusione con le Latterie Riunite che non vanno però in porto dopo aver costituito una società paritetica fra i due gruppi nella quale avrebbero dovuto gradualmente confluire le attività di entrambi: alla fine del 1992 Giglio e Latterie Riunite, in una situazione fallimentare mascherata da tempo (buco accertato di 70 miliardi), sono comprate per 50 miliardi dalla Parmalat.
Sempre nel 1992 il CERPL dà vita alla società Granarolo Felsinea S.p.A., una ristrutturazione societaria realizzata con la collaborazione dello studio Luigi Guatri di Milano e pensata per l'obiettivo ormai fallito con Reggio Emilia. Il passaggio da cooperativa a società per azioni e quindi il passaggio di marchi e mercato ad una SpA (accolto anche da critiche feroci nel mondo cooperativo) crea plusvalenze che permettono all'azienda di fronteggiare la crisi economica che non è finita, anzi si è aggravata con la svalutazione della lira. All'inizio del 1993 la società non ha più soldi e i fornitori non fanno più credito. Viene così varato un nuovo piano di salvataggio con un pesante taglio dei costi che toccano anche i dipendenti: 143 persone su 1.131 sono lasciate a casa.
Le acquisizioni degli anni Novanta riguarderanno le aziende: Dilat S.p.A. di Soliera, Latte San Giorgio di Locate di Triulzi (MI) nel 1994, Interpack S.r.l. di Gualtieri (Reggio Emilia), Latte Cerulli di Teramo, Fiore S.r.l. di Udine, e Sail S.p.A. di Bari (operante in Puglia con il marchio 'Perla') 
Nel 1998 il consorzio che controlla la Granarolo Felsinea S.p.A. assume il nome di Granlatte e l'anno successivo la Granarolo Felsinea assume il nome di Granarolo S.p.A.

### 2000-2010: continua la campagna di acquisizioni
Nel 2000 la Granarolo compie ulteriori acquisizioni: La Centrale del Latte di Milano per 129,2 miliardi di lire (battendo all'asta in una corsa al rialzo partita da 107 miliardi la concorrenza della Yomo), la Vogliazzi Specialità Gastronomiche di Vercelli per 15 miliardi (l'idea della Granarolo è di arricchire le prospettive aziendali con la gastronomia fresca in vista della quotazione in Borsa, cosa che sarà poi rinviata e la Vogliazzi sarà quindi rivenduta), la Centrale del Latte di Viterbo "Alto Lazio", la metà del capitale della Centrale del Latte di Calabria S.p.A. e la Latte Bianchi di Mogliano Veneto (Treviso). Salta invece l'acquisizione della Centrale del latte di Vicenza (aggiudicata per 58 miliardi in una gara con la Centrale del latte di Torino) per il no dell'Antitrust dovuto al rischio di posizione dominante.
Inoltre nel 2004 acquisisce "con una trattativa complicatissima" dalla famiglia Vesely il gruppo Yomo (talmente in sofferenza da avere dato in pegno a Banca Intesa il 96% delle azioni e da essere di fronte ad un bivio: concordato o fallimento), comprendente i marchi Yomo, Torre in Pietra (escluso Latte), Mandriot, Pettinicchio e Merlo e gli stabilimenti di Pasturago (Yomo), Sermoneta (Pettinicchio) ed Acqui Terme (Merlo).
Del gruppo ex Yomo faceva parte anche la CSL- Centro sperimentale del latte, deputata alla produzione di fermenti lattici per uso alimentare e farmaceutico (ceduta al Gruppo Sacco nel 2013). La famiglia Vesely chiede il concordato preventivo del gruppo, la cui procedura si chiude il 23 marzo 2006. A quella data si perfeziona anche il closing dell'operazione: la Granarolo paga nel complesso l'acquisizione della Yomo 140,8 milioni di euro, grazie anche ad un finanziamento di 71 milioni di Banca Intesa. Un'operazione onerosa che lascia segni pesanti nel bilancio Granarolo del 2006 e anche in quello del 2007. Sempre nel 2006 lo "storico" stabilimento della Centrale del Latte di Milano è chiuso. La produzione è trasferita nell'impianto ex Yomo di Pasturago.
Nel corso del 2008 una riorganizzazione del gruppo porta al ricorso alla cassa integrazione, alla chiusura della società controllata Agriok (operante nel settore della tracciabilità di filiera), la chiusura dello stabilimento di Rimini, la cessione del caseificio di Sermoneta (mantenendo però il marchio Pettinicchio) e di Acqui Terme (cedendo il marchio Merlo).
Nonostante questi problemi finanziari, Sita cerca anche di realizzare un progetto che porta avanti da tempo dopo l'uscita di scena di Calisto Tanzi nel 2003 e il crack Parmalat che finisce in amministrazione straordinaria con Enrico Bondi nel ruolo di commissario: creare una grande impresa lattiero-casearia italiana aggregando Granarolo e Parmalat in modo da competere con Danone e Lactalis ed evitare nello stesso tempo che Parmalat possa essere venduta all'estero. Con il contributo di McKynsey, è realizzato un progetto che assume i contorni di un progetto-paese per l'agroalimentare italiano e che Sita poi illustra a Roma a ministri, sindacati e banchieri trovando più che altro molto scetticismo.Nel frattempo il 2011 Parmalat sarà acquisita da Lactalis che già possiede in Italia marchi storici come Galbani, Invernizzi e Locatelli. L'Antitrust approverà l'intera operazione.
Nel 2009, dopo diciotto anni, Luciano Sita lascia la guida della società. Al suo posto subentra Gianpiero Calzolari, presidente di Legacoop Bologna con esperienza di amministratore pubblico come sindaco di Monzuno. In un paio d'anni Granarolo cambia l'intero vertice.
Nel 2010 nasce all'interno del Gruppo la Zeroquattro S.r.l., una società di servizi logistici integrati con una vocazione specifica, anche se non esclusiva, al trasporto e alla distribuzione dei prodotti alimentari freschi, gestiti in catena refrigerata, da 0 °C a 4 °C.
Sul fronte dell'impegno sociale, Granarolo è fra i promotori, assieme a CEFA Onlus, di Africa Milk Project, un progetto di cooperazione internazionale per l'auto-sviluppo, con l'obiettivo di creare una filiera del latte a Njombe, uno dei distretti più poveri della Tanzania.

### 2011-2014: dall'internazionalizzazione al primo miliardo
Nel 2011 Granarolo inaugura un piano strategico di internazionalizzazione basato su quattro principali pilastri: crescita dimensionale, diversificazione dei prodotti, di mercati e Paesi. In quest'ottica di sviluppo estero nasce Granarolo Iberica S.L., attiva nella distribuzione di prodotti alimentari in Spagna, e vengono acquisite le aziende italiane casearie Lat Bri, società brianzola della famiglia Cogliati, terzo produttore di formaggi freschi in Italia, e Ferruccio Podda, realtà sarda con 60 anni di storia, che rappresenta l'entrata del Gruppo nei formaggi stagionati.
Nasce Granarolo International che vara la prima operazione in Francia con l'acquisizione del Gruppo caseario francese CIPF Codipal, facente capo alla holding Compagnie du Forum SAS, operatore francese attivo nella produzione e distribuzione di formaggi freschi e stagionati con i marchi Casa Azzurra, Les Fromagers de Ste Colombe e Les Fromagers de St Omer.
Le successive operazioni all'estero vedono la nascita di Granarolo UK, società per l'esportazione di formaggi nel Regno Unito, l'apertura della prima filiale commerciale a Shanghai, in Cina, e la partnership con Vivartia Group, a cui fa capo un produttore greco di prodotti lattiero-caseari Delta Foods S.A., per la distribuzione in Italia di yogurt e formaggi greci.
Nel contesto nazionale viene siglata la partnership con Amalattea S.p.A., operante nella produzione e commercializzazione del latte di capra e derivati, e l'acquisizione del caseificio toscano Pinzani, specializzato nella produzione di pecorino a “latte crudo”.
Tra le attività di CSR nasce Allattami, la Banca del Latte Materno Donato di Bologna, progetto per la raccolta del latte umano in collaborazione con il Policlinico Sant'Orsola di Bologna.
Il 2014 si chiude con oltre un miliardo di euro di fatturato.

### 2015-oggi: Expo e nuove acquisizioni
A Expo Milano 2015, Granarolo rappresenta la filiera italiana del latte di qualità, partner del Padiglione Italia, registrando oltre 510.000 visitatori da oltre 30 nazioni, e Africa Milk Project è selezionato, primo tra 800 progetti al mondo, come Best Practice nella categoria “Sviluppo sostenibile di piccole comunità rurali in aree marginali”.
Diverse operazioni di acquisizione rientrano nella strategia di diversificazione di prodotto volta a potenziare la presenza del Gruppo sui mercati internazionali: Gennari S.p.A., società parmense specializzata nella produzione di Parmigiano Reggiano e Prosciutto di Parma, il Pastificio Granarolo, che produce e commercializza pasta all'uovo e di semola, e Conbio, azienda in Italia specializzata nella produzione di prodotti gastronomici vegetali e biologici.
A fine 2016 il Gruppo si è aggiudicato, tramite asta competitiva, l’azienda Pandea Dietetica S.r.l., operante a Parma dal 1946 e specializzata nella produzione di prodotti da forno con e senza glutine; in seguito ha annunciato l’acquisizione del 30% (salito nel 2017 al 60%) della San Lucio S.r.l., azienda proprietaria di GrokSi! e legata a sua volta a un innovativo snack con formaggio cotto al forno, ottenuto con un metodo brevettato. Riguardo all'estero, tramite la controllata Granarolo International S.r.l. viene creata Granarolo Chile, con l'acquisizione di Bioleche Lacteos, e vengono siglate numerose acquisizioni: una quota pari al 25% di European Foods Ltd, importatore e distributore di prodotti Made in Italy in Nuova Zelanda, Yema Distribuidora de Alimentos Ltda, società specializzata nella produzione e commercializzazione di prodotti caseari in Brasile con due stabilimenti produttivi, Vinaio OÜ, rinominata Granarolo Baltics OÜ, società operante nel settore della commercializzazione di prodotti lattiero caseari e nell'importazione di prodotti italiani di qualità in Estonia, Matric Italgross AB, società svedese di distribuzione di marchi italiani, e Comarsa SA, società di distribuzione di prodotti alimentari Made in Italy in Svizzera, Allfood Importação, Indùstria e Comércio SA Brazil, primario importatore e distributore di prodotti tipici europei in Brasile, e il 50% di Quality s International Greece, importante distributore greco.
Nel 2017, 60º anniversario di Granarolo, la società ha registrato un fatturato di 1,27 miliardi di euro con un aumento del 7,8%. L'Ebitda è stato di 70,1 milioni (in calo del 13%); anche l'utile è diminuito passando dai 22,6 milioni del 2016 ai 10,1 del 2017. Nella ripartizione dei ricavi l'estero è cresciuto (dal 17% al 20%), l'Italia è diminuita (dal 77% al 72%), l'Extra Ue è passato dal 6% all'8%. L'India è risultata il principale mercato asiatico dell'azienda, in particolare per i prodotti del comparto lattiero-caseario.
Nel febbraio 2018 la società acquisisce Midland Food Group, sede a Londra e due piattaforme distributive tra Birmingham (dove ci sono anche produzioni) e Basingstoke.
Nell'aprile 2019 acquista in Friuli la maggioranza di Venchiaredo, specializzata nella produzione di stracchino con 80 dipendenti e quasi 27 milioni di fatturato. Granarolo diventa così il secondo produttore italiano di stracchino.
Nell'ottica di rifocalizzazione del business nel settore latte e derivati, Granarolo cede nell'ottobre 2020 il ramo d'azienda Pandea a Morato Pane. Nel dicembre 2020 è l'acetaia Fattorie Giacobazzi ad essere ceduta a Monari Federzoni S.p.A.
Nell'aprile 2021 il gruppo Granarolo acquisisce da Mulino Alimentare S.p.A. il 60% di Mulino Formaggi S.r.l., portando la sua quota dal 40% al 100% del capitale. Mulino Formaggi S.r.l. nasce a Parma nel 2018 in seguito all’incontro di realtà fortemente presenti sul territorio e specializzate nel confezionamento e nella commercializzazione di formaggi duri italiani nel mondo.
Nel maggio 2021, Granarolo annuncia l’ulteriore acquisizione del 49% di Granarolo UK Ltd e porta la propria quota di capitale dal 51% al 100% nell’ottica di consolidare la propria presenza nel Regno Unito, così come avvenuto in Francia.
A ottobre 2021, Granarolo annuncia l'acquisizione del 100% di Calabro Cheese Corp., una compagnia statunitense del Connecticut che produce e commercializza prodotti lattiero-caseari quali ricotta, mozzarella e burrata, e di Mario Costa, azienda produttrice di Gorgonzola DOP.
A maggio 2022, Granarolo annuncia l’acquisizione delle quote di maggioranza di White & Seeds, una start-up che promuove prodotti proteici adatti agli sportivi.
A luglio 2022, Granarolo acquisisce il 60% di Industria Latticini G. Cuomo S.r.l., storica azienda specializzata nella produzione di mozzarelle, ricotta e formaggi di latte vaccino.
Nel 2022, Standard Ethics ha attribuito una rating sostenibilità pari a “E+” su una scala da F a EEE nell’ambito dello SE Food&Beverage Sustainability Italian Benchmark.

Con CEFA Onlus prende forma nel 2022 AfricHand Project, progetto di filiera del latte in Mozambico, nella regione di Beira. A settembre 2022 viene inaugurato uno stabilimento produttivo.
A settembre 2023 Simona Caselli viene nominata nuova Presidente di Granlatte, affiancandosi a Gianpiero Calzolari, che rimane Presidente di Granarolo S.p.A.
A ottobre 2023 il Consiglio di Amministrazione di Granarolo S.p.A. approva il piano strategico 2024-2027 con investimenti per oltre 300 milioni di euro prevalentemente in progetti di crescita sostenibile. L’approvazione del piano fa seguito all’aumento di capitale da 160 milioni di euro definito a fine marzo 2023, che ha visto il contestuale ingresso nell’azionariato di Granarolo S.p.A. del Patrimonio Rilancio - Fondo Nazionale Strategico (FNS), gestito da Cassa Depositi e Prestiti (CDP), e dell’Ente Nazionale di Previdenza per gli addetti e gli impiegati in Agricoltura (ENPAIA).
Granarolo entra in qualità di socio in CEFA onlus, ONG bolognese fondata da Giovanni Bersani, dopo aver già svolto due decenni di lavoro insieme in Tanzania e in Mozambico.
A marzo 2024 Granarolo sigla un accordo con Maremma 1961 S.r.l. per rilevare il ramo d’azienda relativo alla produzione e commercializzazione di latte del Consorzio Produttori Latte Maremma, con uno stabilimento produttivo a Grosseto. L’attività relativa alla raccolta e conferimento di latte resta di competenza del Consorzio Produttori Latte Maremma soc.agr.coop., incaricato di fornire il latte a Maremma 1961 e assicurare la medesima territorialità e qualità dei prodotti a marchio Latte Maremma.

## Struttura societaria
Granarolo S.p.A. è controllata da Granlatte (63,14); gli altri azionisti sono Intesa Sanpaolo (14,95%), Fondo nazionale Strategico (15,27%), Enpaia (4,58%). Il 2,06% sono azioni proprie.
Il Consorzio Granlatte è una società cooperativa, aderente a Legacoop e Confcooperative. La cooperativa comprende 421 singoli allevatori affiliati e 2 cooperative di raccolta per un totale di 475 produttori di latte. Granlatte opera in 11 regioni d'Italia: Emilia-Romagna, Piemonte, Lombardia, Veneto, Friuli-Venezia-Giulia, Lazio, Campania, Puglia, Basilicata, Molise e Calabria (aggiornato al 31/12/2024).
- Le società italiane di Granarolo S.p.A. sono:
  - Casearia Podda S.r.l. (100% da Granarolo S.p.A.): opera in Sardegna e all'estero producendo pecorino, yogurt e formaggi freschi.
  - Unconventional S.r.l. (100% da Granarolo S.p.A.): dedicata alla produzione e vendita di prodotti gastronomici vegetali.
  - Pastificio Granarolo S.r.l. (50% da Granarolo S.p.A.): società che opera nella produzione e commercializzazione di pasta all'uovo e di semola.
  - Centrale del Fresco S.r.l. (100% da Granarolo S.p.A.): gestisce gli spacci e i negozi Granarolo.
  - Zeroquattro Logistica S.r.l. (100% da Granarolo S.p.A.): società cui fa capo lo sviluppo e la gestione commerciale dei canali in tentata vendita (Normal Trade e Ho.re.ca.) e la distribuzione frazionata ai punti vendita.
  - San Lucio S.r.l. (60% da Granarolo S.p.A.): azienda produttrice di snack al formaggio.
  - Venchiaredo S.p.A (97% da Granarolo S.p.A.), azienda specializzata nella produzione di stracchino.
  - Industria Latticini G. Cuomo S.r.l. (100% da Granarolo S.p.A.): storica azienda specializzata nella produzione di mozzarelle, fiordilatte.
  - White and Seeds S.r.l. (51% da Granarolo S.p.A.): start-up specializzata in alimenti proteici.[35]
  - Valetti S.r.l. (100% da Granarolo S.p.A.): una società di distribuzione al punto vendita.[35]
  - Maremma 1961 S.r.l. (100% da Granarolo S.p.A.): società che gestisce il ramo d’azienda relativo alla produzione e commercializzazione di latte del Consorzio Produttori Latte Maremma, storica cooperativa toscana con forte presenza commerciale sul territorio.[35]

- Le società estere di Granarolo S.p.A. sono:
  - Granarolo Benelux Sarl (100% da Granarolo S.p.A.)
  - Granarolo France SAS (100% da Granarolo S.p.A.) → Granarolo Deutschland GmbH (100% da Granarolo France) → S.A.S. CIPF Codipal (100% da Granarolo France) → S.A.S. Les Fromagers de St Omer (100% da Granarolo France)[35]
  - Granarolo Baltics OÜ (55% da Granarolo S.p.A.)
  - Granarolo Suisse SA (89% da Granarolo S.p.A.)
  - Granarolo Nordic AB (100% da Granarolo S.p.A.)
  - Granarolo Hellas SA (60% da Granarolo S.p.A.)
  - Granarolo UK Ltd (100% da Granarolo S.p.A.) {\displaystyle \longrightarrow } Midland Chilled Food UK (100% da Granarolo UK Ltd)  
  - Granarolo Polska sp. z o.o. (100% da Granarolo S.p.A.)
  - Allfood Importação Indústria e Comércio SA (60% da Granarolo S.p.A. e 40% da Yema Distribuidora de Alimentos Ltda.)[35]
  - Yema Distribuidora de Alimentos Ltda. (100% da Granarolo S.p.A.)
  - Granarolo Chile S.p.A. (100% da Granarolo S.p.A.)
  - Granarolo New Zealand Ltd (100% da Granarolo S.p.A.)
  - Granarolo USA (52% da Granarolo S.p.A.) → Calabro Cheese Corp. (100% da Granarolo USA)[35]
  - Granarolo Trading Shanghai Co.Ltd (100% da Granarolo S.p.A.)

## Stabilimenti
Il Gruppo opera attraverso 23 siti produttivi: 15 dislocati su tutto il territorio nazionale, 2 in Francia, 3 in Brasile, 1 in Nuova Zelanda, 1 in Germania e 1 negli Stati Uniti.

### Stabilimenti in Italia[35]
Bologna
- Latte Esl
- Panna pastorizzata
- Mozzarella

Castelfranco Emilia (MO)
- Parmigiano Reggiano DOP

Pasturago di Vernate (MI)
- Latte ESL
- Latte UHT
- Yogurt e dessert

Usmate Velate (MB)
- Mozzarella
- Mascarpone
- Ricotta
- Snack di formaggio

Soliera (MO)
- Latte UHT
- Latte Esl
- Bevande vegetali
- Parmigiano Reggiano DOP

Casalino (NO)
- Gorgonzola DOP

Aprilia (LT)
- Mozzarella

Gioia del Colle (BA)
- Mozzarella
- Burrata
- Stracciatella
- Latte ESL
- Latte UHT
- Panna UHT

Castrovillari (CS)
- Latte ESL
- Latte UHT
- Caciocavallo Silano DOP
- Provola
- Ricotta

Sestu (CA)
- Pecorino Sardo DOP
- Pecorino Romano DOP
- Ricotta
- Formaggi da latte caprino
- Yogurt

Montemiccioli (PI)
- Pecorino Toscano DOP
- Formaggi da latte ovino
- Ricotta

Grosseto
- Latte ESL

Coriano (RN)
- Gastronomia Vegetale

Ramuscello (PN)
- Stracchino

Granarolo dell'Emilia (BO)
- Pasta

### Stabilimenti fuori dall'Italia
- Campagne-lès-Wardrecques (Francia)
- Saint-Genix-sur-Guiers (Francia)
- Auckland  (Nuova Zelanda)
- Grünenbach (Germania)
- Andrelândia (Brasile)
- San Paolo (Brasile)
- Guareí (Brasile)
- East Haven (USA)